# Kolbeinn Sigþórsson
Kolbeinn Sigþórsson (Reykjavík, 14. ožujka 1990.) bivši je islandski nogometaš koji je igrao na poziciji napadača.

## Karijera

### Klupska karijera

#### HK Kópavogs
Sigþórsson je karijeru započeo u Knattspyrnufélagið Víkinguru prije nego što je 2003. prešao u mladu momčad HK Kópavogsa. Za seniorsku momčad kluba je debitirao 2006. Ukupno je ostvario pet ligaških nastupa te jedan pogodak. Svojim igrama je uskoro privukao interes vodećih europskih klubova kao što su Real Madrid i Arsenal kod kojeg je bio na dvije probe u Londonu prije nego što se u konačnici odlučio za nizozemski AZ Alkmaar.

#### AZ Alkmaar
Igrač se pridružio AZ-u 2007. te je najprije igrao u mladim uzrastima kluba prije nego što je premješten u seniorski sastav 2010., nakon borbi s ozljedama. Svoj debi u seniorima je ostvario 5. kolovoza 2010. u utakmici kvalifikacija za Europsku ligu protiv IFK Göteborga. Prvi pogodak za klub je postigao već 29. kolovoza 2010. protiv Excelsiora.
29. siječnja 2011. Sigþórsson je postigao hat-trick već u prvom poluvremenu prvenstvene utakmice protiv VVV Venloa, te je na samoj utakmici ukupno postigao pet pogodaka.
Zbog odličnih igara klub je namjeravao zadržati igrača novim ugovorom ali on nije bio zainteresiran. Nakon početnih interesa Borussije Dortmund i Newcastle Uniteda za igrača, nizozemski gigant Ajax je poslao službenu ponudu za Sigþórssona od 2 milijuna eura. Iako se igrač dogovorio s novim klubom, pregovori između Ajaxa i AZ Alkmaara su trajali nekoliko tjedana prije nego što je postignut konačni dogovor.

#### Ajax Amsterdam
4. srpnja 2011. je objavljeno da je Kolbeinn Sigþórsson potpisao ugovor s Ajaxom u transferu vrijednom 4,5 milijuna eura. U interviewu koji je uskoro dao, Kolbeinn je izjavio da mu se ostvario san da radi zajedno s Dennisom Bergkampom i Frankom de Boerom.
Svoj prvi pogodak za novi klub, igrač je postigao u pred-sezonskoj prijateljskoj utakmici protiv Brøndbyja (pogodak glavom u 38. minuti). 30. srpnja 2011. igrač je postigao prvi službeni pogodak za Ajax u utakmici za Johan Cruijff Shield gdje je klub s 2:1 izgubio od Twentea. Prvi prvoligaški pogodak Sigþórsson je ostvario 14. kolovoza 2011. u visokoj 5:1 pobjedi protiv Heerenveen na domaćoj Amsterdam Areni. Sljedeći tjedan postigao je novi pogodak protiv VVV-a te dva protiv Vitessea. Time je postigao skor od četiri pogotka u četiri prvenstvene utakmice.

#### FC Nantes
2015. godine prelazi u francuski FC Nantes potpisavši pritom petogodišnji ugovor s Francuzima. Tijekom tog razdoblja bio je i na kratkotrajnoj posudbi u Galatasarayju ali bez značajnijih uspjeha.

### Reprezentativna karijera
Sigþórsson je nastupio u svim mladim reprezentativnim kategorijama (U17, U19 i U21) prije nego što je 2010. debitirao u islandskoj reprezentaciji. Islandski nogometni stožer objavio je u svibnju 2016. popis za nastup na Europskom prvenstvu u Francuskoj, na kojem se nalazi Sigþórsson.

## Vanjske poveznice
- Kolbeinn Sigþórsson na National-Football-Teams.com